# Gizmondo
De Gizmondo was een draagbare spelcomputer van het Zweedse bedrijf Tiger Telematics. Het apparaat werd uitgebracht op 19 maart 2005 in het Verenigd Koninkrijk en enkele weken later in Zweden en de Verenigde Staten.

## Geschiedenis
In oktober 2003 maakte het bedrijf bekend dat ze een spelcomputer uitbrachten en begin 2004 werd het apparaat getoond op de Consumer Electronics Show in Las Vegas. De oorspronkelijke naam Gametraq werd ingeruild voor Gizmondo vanwege een conflict over de naam met een raceteam uit de Formule 1.

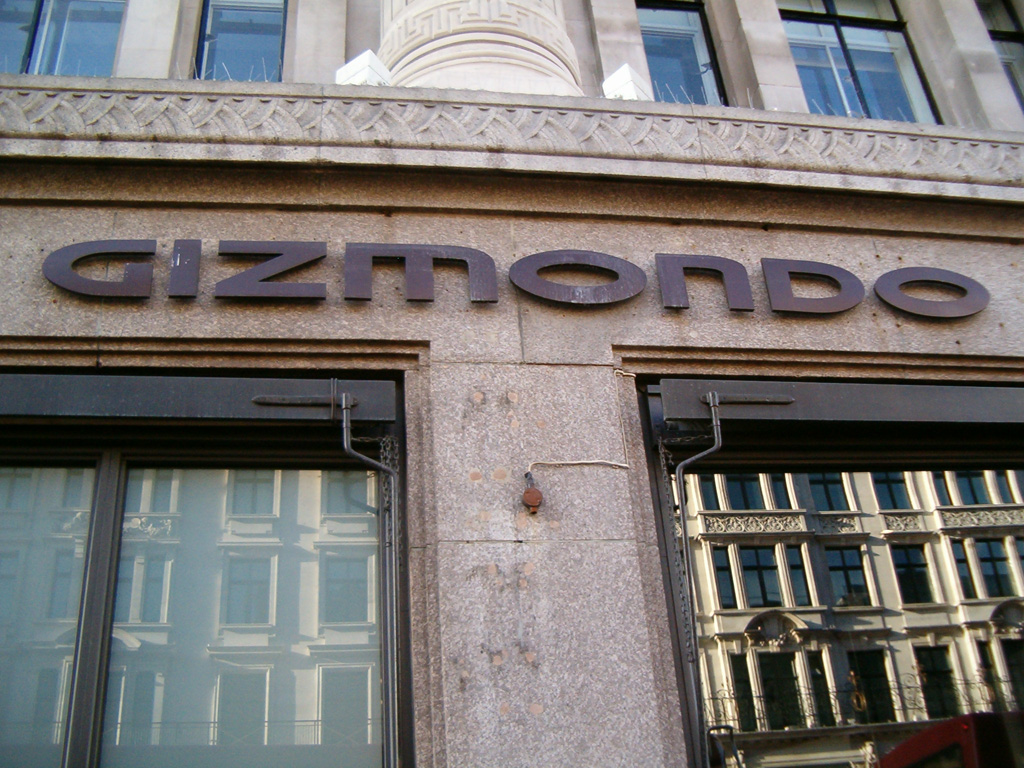
De Gizmondo winkel in Londen

Om de Gizmondo onder de aandacht te brengen werden beroemde personen ingeschakeld, waaronder Pharrel Williams en Busta Rhymes. Zij werkten mee aan promotionele evenementen in de Gizmondo-winkel in Londen.
Toen de Gizmondo in 2005 werd uitgebracht, pakten de recensies overwegend negatief uit, omdat het apparaat regelmatig vastliep en diverse functies niet goed werkten. De verkrijgbaarheid verliep bovendien via een beperkt aantal verkoopkanalen, waardoor de verkoop onvoldoende werd gestimuleerd. Uiteindelijk werden er minder dan 25.000 exemplaren verkocht; dit maakte het de slechtst verkopende draagbare spelcomputer tot dan toe. Tegelijkertijd raakte bestuurslid Stefan Eriksson in opspraak vanwege zijn veronderstelde banden met de Zweedse maffia. De financiële situatie van Tiger Telematics was bovendien slecht, met een schuld van 300 miljoen dollar. Het management had ook veel geld uitgegeven aan dure auto's, jachten, advertentiecampagnes en spelontwikkelaars.
In 2006 ging het bedrijf failliet.

## Beschrijving
De spelcomputer draaide op Windows CE en beschikte over GPS-functies, een digitale fotocamera en GPRS. Er kon tevens van SMS en MMS gebruik worden gemaakt. Verder was het mogelijk om muziek en video's af te spelen. De prijs lag op $400 of £229.
De Smart Adds-variant van de Gizmondo was een model dat in de Verenigde Staten tegen een gereduceerde prijs van $229 te koop was. Voor deze prijs kregen gebruikers advertenties te zien wanneer ze het menu van de Gizmondo bezochten of het apparaat aanzetten. Het plan was dat sommige van deze "Smart Adds" gebruik zouden maken van de GPS-functie om gebruikers naar de dichtstbijzijnde winkel te brengen die het getoonde product aanbood. Deze functionaliteit is echter nooit geactiveerd.
Er zijn in totaal slechts 14 spellen uitgebracht voor de Gizmondo. Van een verdere 30 titels is bekend dat ze in ontwikkeling waren voordat de Gizmondo van de markt werd gehaald.

## Gizmondo 2
Carl Freer, de ontwerper van de Gizmondo, deed in 2008 een poging om een tweede versie van de spelcomputer uit te brengen. Door tegenvallers werd de introductiedatum verplaatst naar 2009. Uiteindelijk is de Gizmondo 2 nooit uitgebracht.